# Saint-Alphonse (Québec)
Pour les articles homonymes, voir Saint-Alphonse.
Saint-Alphonse, souvent appelée Saint-Alphonse-de-Caplan, est une municipalité du Québec située dans la municipalité régionale de comté (MRC) de Bonaventure en Gaspésie–Îles-de-la-Madeleine.

## Histoire
Le fondateur du village, Henri-Joseph Mussely, est un curé originaire de Belgique. C'est pourquoi les habitants de cette municipalité sont surnommés « les belgiquois ». Les premières familles à s'y installer furent les Brinck, les Onraet et les Mussely.

## Géographie
Le crénon de la rivière Caplan  est situé au sud de la municipalité et celui de la rivière Saint-Siméon est situé au nord.

## Démographie
| 1996 | 2001 | 2006 | 2011 | 2016 | 2021 |
| ---- | ---- | ---- | ---- | ---- | ---- |
| 866  | 755  | 731  | 691  | 699  | 711  |

## Administration
Les élections municipales se font en bloc pour le maire et les six conseillers.
| Saint-Alphonse Maires depuis 2001                                                                                    |                 |         |          |
| Élection | Maire           | Qualité | Résultat |
| 2001 | Odilon Bélanger |         | Voir     |
| 2005 | Gérard Porlier  |         | Voir     |
| 2009 | Gérard Porlier  | Voir    |          |
| 2013 | Gérard Porlier  | Voir    |          |
| 2017 | Gérard Porlier  | Voir    |          |
| 2021 | Josiane Appleby |         | Voir     |
| Élection partielle en italique Depuis 2005, les élections sont simultanées dans toutes les municipalités québécoises |                 |         |          |

## Économie
L'industrie forestière constitue le moteur économique de cette municipalité.